# PL-10
Die PL-10 ist eine moderne chinesische Kurzstrecken-Luft-Luft-Rakete.

## Entwicklung
Die PL-10 wurde ab 2004 am Elektrooptischen Forschungsinstitut in Luoyang für die Verwendung in den neuen Kampfflugzeugen der VR China entwickelt.

## Beschreibung
Die PL-10 hat einen bildgebenden Multimodesucher, der Ziele bis zu 90° seitlich der Längsachse auffassen kann. Die Zielzuweisung kann über ein Helmvisier erfolgen. Die PL-10 wird von einem Feststoffraketenmotor angetrieben und verfügt über Schubvektorsteuerung, dadurch ist sie extrem manövrierfähig. Zur Reichweitenerhöhung sind in der Rumpfmitte schmale, längliche Flächen angebracht, die Auftrieb generieren.